# Шкідлива неділя
«Шкідлива неділя» (рос. «Зловредное воскресенье») — радянський сімейний комедійний фільм, випущений на екрани у 1986 році, режисера  Володимира Мартинова за сценарієм  Оскара Ремеза. Один з небагатьох радянських фільмів, знятих в жанрі комедійного фарсу.

## Сюжет
В одній школі в 4 «А» з'являється новенький учень — Гена Пєнкін. На уроці історії він вражає всіх своїми знаннями про Олександра Суворова, але потім з'ясовується, що в решті предметів він відверто відстає. Але головне, на що звертають однокласники — у Гени є звичка наговорити замість правди купу нереальної фантазії (саме тому його і перевели в іншу школу). Навіть на просте запитання, чому його мати не ходить на батьківські збори, він відповідає, що та перебуває в експедиції за вулканітами, хоча насправді його мати не ходить на збори тому, що він їй не повідомляє про них. Якось один молодий режисер-аматор з невідомої кіностудії обманом просить Гену розповісти йому про їхню школу. Гена, не знаючи, що його знімають прихованою кінокамерою, починає фантазувати, зображуючи свою школу, зокрема свій клас, як справжню утопію.
Подивившись інтерв'ю, керівництво школи та однокласники дуже здивувалися фантазії і хвастощам Гени — адже насправді у них в школі все зовсім не так, як розповів Гена. Згодом Гена змушений рятуватися втечею, а колектив школи вирішує все зробити так, щоб відповідати розповіді Гени.

## У ролях
- Павло Гайдученко —  Гена Пєнкін
- Марія Вартікова —  Галя Кудрявцева
- Михайло Пуговкін —  Мирон Сергійович Яшин, водолаз на пенсії
- Віра Васильєва —  Берта Павлівна, дружина Яшина
- Валентина Тализіна —  Юлія Львівна, вчителька математики
- Марина Дюжева —  Ніна Григорівна, вона ж — Аврора Варягівна, вона ж — Еврідіка Кальпрінестівна, класний керівник
- Раїса Рязанова —  Софія Михайлівна, мама Пєнкіна
- Георгій Штиль —  Олександр Васильович, директор школи
- Борислав Брондуков —  Степан Захарович, голова радгоспу
- Євген Герасимов —  Євген Володимирович, голова журі кінофестивалю
- Марина Яковлєва —  Любов Іванівна, вчителька географії
- Олена Скороходова —  Олімпіада, учитель фізкультури
- Михайло Кокшенов —  вчитель співу
- Володимир Сичов —  Павлуха
- Дана Дорошенко —  Ольга Замошина, голова ради загону
- Іван Сухоруков-Соколов —  Щукін

## Знімальна група
- Режисер —  Володимир Мартинов
- Оператор —  Михайло Скріпіцин
- Сценарій —  Оскар Ремез
- Композитор —  Володимир Шаїнський
- Художник — Володимир Душин